# Highland Park
 For alternative betydninger, se Highland Park (flertydig). (Se også artikler, som begynder med Highland Park)
Highland Park er et whiskydestilleri nær Kirkwall, hovedstaden på Orkneyøerne. Destilleriet blev formodentlig grundlagt i 1790'erne.
Highland Park er det nordligste destilleri i Skotland.

## Ekstern henvisning
- highlandpark.co.uk Arkiveret 13. marts 2017 hos  Wayback Machine

58°58′07″N 2°57′20″V / 58.968602777778°N 2.95545°V